# Aporodesmus mecklenbergi
Aporodesmus mecklenbergi är en mångfotingart som beskrevs av Carl Graf Attems 1912. Aporodesmus mecklenbergi ingår i släktet Aporodesmus och familjen Cryptodesmidae. Inga underarter finns listade i Catalogue of Life.